# مایا شیبوتانی
مایا شیبوتانی (انگلیسی: Maia Shibutani؛ زادهٔ ۲۰ ژوئیهٔ ۱۹۹۴) رقصنده روی یخ اهل ایالات متحده آمریکا است.